# SZD-36 Cobra 15
SZD-36 Cobra 15 – polski, jednomiejscowy szybowiec wysokowyczynowy klasy standard, konstrukcji drewnianej. Zaprojektowany w 
Szybowcowym Zakładzie Doświadczalnym w Bielsku-Białej.

## Historia
Prototyp szybowca Cobra 15 o oznaczeniu fabrycznym SZD-36 został zaprojektowany w bielskich zakładach pod kierownictwem Władysława Okarmusa. Była to daleko posunięta modernizacja Foki 5, pozwalająca polskim zawodnikom nawiązać równorzędną walkę z zachodnimi szybowcami kompozytowymi podczas XII Mistrzostw Świata w Marfie w 1970 roku. Zastosowano profil Wortmann FX 61-168 opracowany specjalnie dla szybowców, wprowadzono nowe rozwiązanie chowanego podwozia, przekonstruowano tył kadłuba tak aby zwiększyć jego wytrzymałość podczas lądowania w terenie. 30 grudnia 1969 roku na bielskim lotnisku Aleksandrowice Adam Zientek dokonał oblotu pierwszego prototypu Cobry 15 o znakach SP-2537. Drugi prototyp o znakach SP-2538 oblatano 25 lutego 1970 roku. Oblotu dokonano na lotnisku Mały Gądów, pilotem był Jerzy Popiel. Drewniana konstrukcja z wmieszanym laminatem była w tamtym okresie przestarzała, lecz sprawdzona sylwetka kadłuba z solidnie opracowanym profilem skrzydła dawały szybowcowi dobre opinie i osiągi. W 1971 rozpoczęła się produkcja seryjna Cobry, pierwszy egzemplarz seryjny SZD-36A o znakach SP-2579 (nr fabryczny W-556) oblatano 29 października. W trakcie produkcji wprowadzono zmiany polegające na zmianie konstrukcji lotki na kompozytową (wymieniono lotki we wszystkich wyprodukowanych egzemplarzach SZD-36A), dodaniu na końcówkach płatów kółek chroniące je podczas lądowania, przesunięciu zaczepu holu pod kolumnę tablicy przyrządów. Szybowce produkowane były przez osiem lat i łącznie powstało 289 sztuk, z czego 215 wyeksportowano do innych krajów.

## Konstrukcja
Kadłub drewniany konstrukcji półskorupowej. Przód i części nierozwijalne kryte laminatem, tył sklejką. Hak do lotów na holu zamontowany na dnie kadłuba, za miejscem pilota. Tablica przyrządów wyposażona w prędkościomierz, wysokościomierz, dwa wariometry, zakrętomierz, sztuczny horyzont oraz busolę. Osłona kabiny pilota odsuwana do przodu, z możliwością awaryjnego zrzutu. Za miejscem pilota znajduje się obszerny bagażnik z miejscem na radiostację, instalację tlenową i akumulator. Tylna płoza metalowa z amortyzującym krążkiem gumowym. Płat dwudzielny trapezowy profilu laminarnego Wortmana, lotki niedzielone, hamulce dwuczęściowe, umieszczone na skrzydłach w oddzielnych skrzynkach. Napęd lotek jednym długim popychaczem. 
Usterzenie w kształcie litery T z płytowym statecznikiem poziomym. 
Nowością konstrukcyjną zgłoszoną do Urzędu Patentowego ówczesnego PRL-u była chowana samoczynnie klapka zamykająca luk w podwoziu Cobry.

## Rekordy
W 1970 podczas szybowcowych Mistrzostw Świata w Marfie, pilotując Cobry 15, Jan Wróblewski został pierwszym wicemistrzem w klasie standard, a Franciszek Kępka – drugim. 